# Premi Nacional del Còmic
|  | No s'ha de confondre amb Premi Nacional de Còmic. |

El Premi Nacional del Còmic és un guardó que el Ministeri de Cultura d'Espanya atorga anualment (a l'octubre o novembre) des de 2007, com a part dels Premis Nacionals. Està dotat amb una quantia de 20.000 euros i distingeix al millor còmic d'autor espanyol publicat al país durant l'any anterior al lliurament del guardó, en qualsevol de les llengües cooficials. És un dels premis de còmic més prestigiosos dels que es lliuren a Espanya, però sovint ha estat presidit per la polèmica.

## Trajectòria

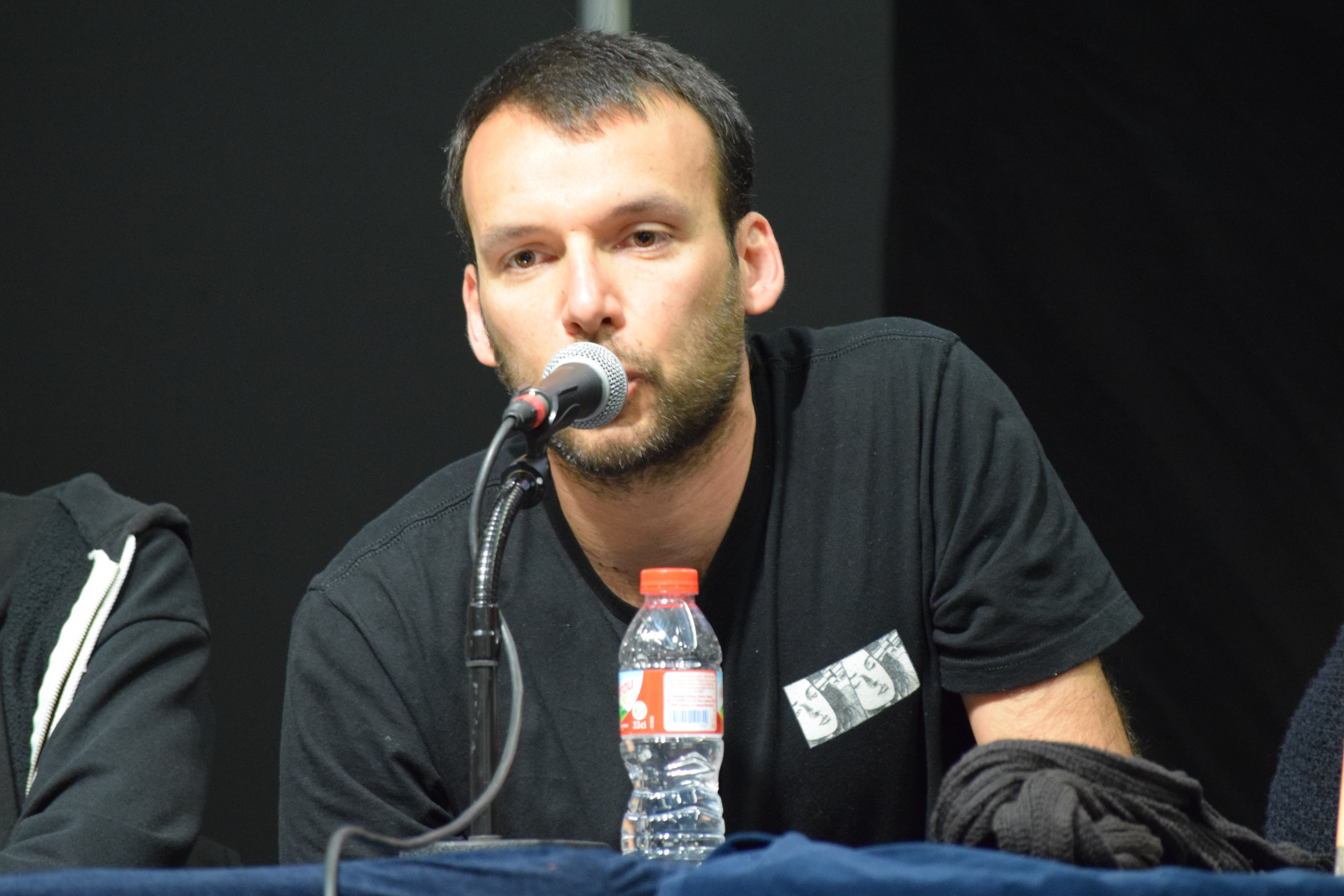
Rayco Pulido presentant el còmic Lamia al Saló del Còmic de Barcelona (2017).

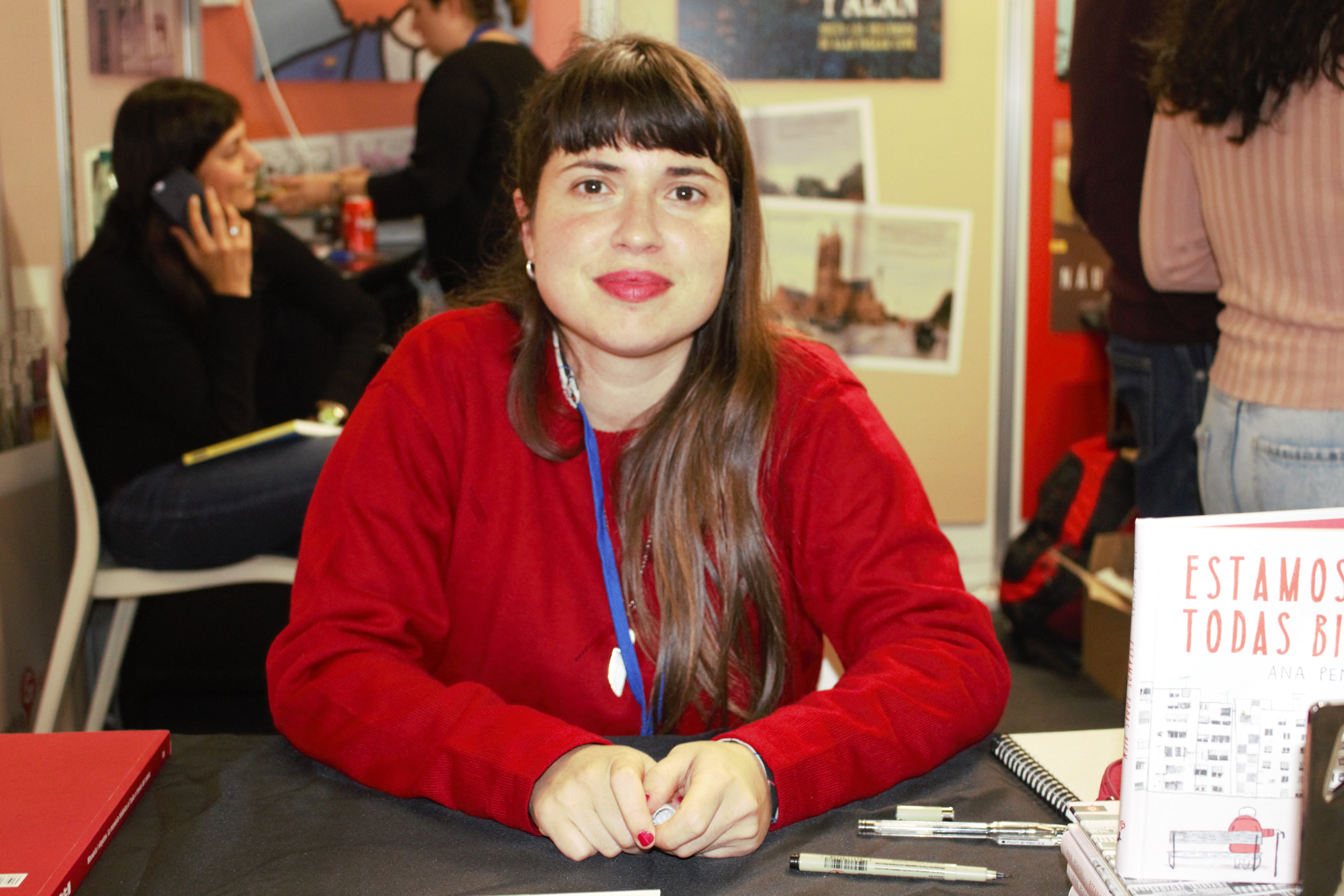
Ana Penyas signant exemplars de Estamos todas bien al Saló del Còmic de Barcelona (2018).

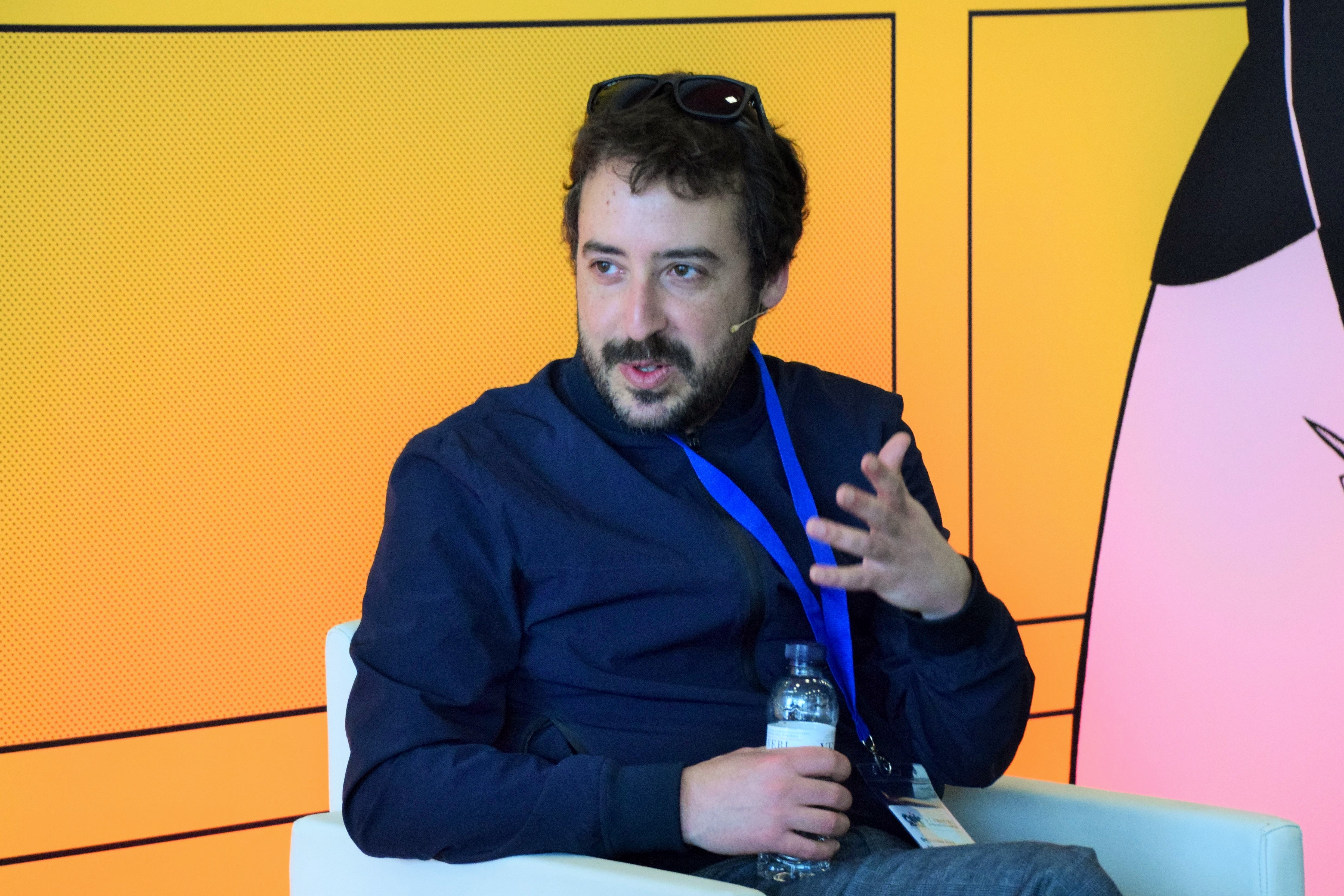
Borja González al 40 Còmic Barcelona (2022).

La iniciativa per a la creació d'aquest premi, va partir del Congrés dels Diputats, mitjançant la presentació d'una proposició no de llei el 13 de març de 2006, per la qual s'instava al Govern al fet que, a través del Ministeri de Cultura, establís un premi dedicat al Còmic, i que va ser aprovada per unanimitat el 4 d'abril de 2006. El 20 de març de 2007, el Ministeri de Cultura va aprovar una ordre per la qual es crea el premi nacional de Còmic d'Espanya.
En els seus primers anys, l'obra guardonada va coincidir amb la més valorada al Saló Internacional del Còmic de Barcelona, tendència que es va interrompre a partir del 2011.
Polèmiques
Amb el premi de 2024 es va revifar una recurrent controvèrsia sobre el sentit del Premi Nacional del Còmic. La polèmica es va generar en atorgar-se el premi a El Cuerpo de Cristo, de l'autora Bea Lema. Aquest còmic s'havia gestat a la residència Maison des Auteurs d'Angulema, fruit d'una beca concedida per les associacions Acción Cultural Española, l'Institut Français i la pròpia Maison des Auteurs. L'obra havia sigut primerament publicada per la Diputació Provincial de la Corunya el 2018, amb el títol O corpo de Cristo. Seguidament, l'editorial francesa Sarbacane l'havia publicat a França amb el títol Des maux à dire l'any 2023, en una nova versió més extensa, abans de publicar-se finalment a Espanya amb el títol El Cuerpo de Cristo.
Alguns autors i crítics, com per exemple Sergio Bleda, que en el seu moment havia participat en l'elaboració de les bases del Premi Nacional del Còmic, en els seus inicis, van criticar públicament que de nou el premi s'atorgués a una obra que no era genuina. De fet, no es tractava ni molt menys del primer cas controvers, ja que és dona la circumstància que no són pocs els còmics premiats que no són obres originals sinó que prèviament ja havien sigut publicades al mercat francès. És el cas d'Arrugues (Rides, Delcourt, 2007) de Paco Roca, Les serps cegues (Les Serpents aveugles, Dargaud, 2008) de Seguí i Hernández Cava, Blacksad Amarillo (Dargaud, 2013) de Diaz Canales i Guarnido, o Nuit couleur larme (Dargaud, 2021) de Borja González.
| Any  | Títol original                                                    | Autor                                                | Editorial          | Referències |
| ---- | ----------------------------------------------------------------- | ---------------------------------------------------- | ------------------ | ----------- |
| 2007 | Hechos, dichos, ocurrencias y andanzas de Bardín el Superrealista | Max                                                  | La Cúpula          | [ 10 ]      |
| 2008 | Rides                                                             | Paco Roca                                            | Astiberri          | [ 11 ]      |
| 2009 | Les Serpents aveugles                                             | Felipe Hernández Cava i Bartomeu Seguí               | BD Banda           | [ 12 ]      |
| 2010 | El arte de volar                                                  | Altarriba i Kim                                      | Edicions de Ponent | [ 13 ]      |
| 2011 | Plaza Elíptica                                                    | Santiago Valenzuela                                  | Edicions de Ponent |             |
| 2012 | Dublinés                                                          | Alfonso Zapico                                       | Astiberri          | [ 14 ]      |
| 2013 | Ardalén                                                           | Miguelanxo Prado                                     | Norma              | [ 15 ]      |
| 2014 | Amarillo (de la sèrie Blacksad)                                   | Juan Diaz Canales i Juanjo Guarnido                  | Norma              | [ 16 ]      |
| 2015 | Las Meninas                                                       | Santiago García i Javier Olivares                    | Astiberri          | [ 17 ]      |
| 2016 | El paraíso perdido                                                | Pablo Auladell                                       | Sexto piso         | [ 18 ]      |
| 2017 | Lamia                                                             | Rayco Pulido                                         | Astiberri          | [ 19 ]      |
| 2018 | Estamos todas bien                                                | Ana Penyas                                           | Salamandra Graphic | [ 20 ]      |
| 2019 | El día 3                                                          | Cristina Durán, Miguel Ángel Giner i Laura Ballester | Astiberri          | [ 21 ]      |
| 2020 | La divina comedia de Oscar Wilde                                  | Javier de Isusi                                      | Astiberri          | [ 22 ]      |
| 2021 | Primavera para Madrid                                             | Magius (Diego Corbalán)                              | Autsaider Comics   | [ 23 ]      |
| 2022 | El Pacto                                                          | Paco Sordo                                           | Nuevo Nueve        | [ 24 ]      |
| 2023 | Nuit couleur larme                                                | Borja González                                       | Reservoir Books    | [ 25 ]      |
| 2024 | O Corpo de Cristo                                                 | Bea Lema                                             | Astiberri          | [ 7 ]       |

## Valoració
Abans de la seva aprovació, l'excel·lència en l'àmbit del còmic espanyol es reconeixia a través dels premis atorgats en els diferents salons del còmic i del manga repartits per la geografia del país, encara que el Ministeri de Cultura ja havia lliurat la seva Medalla d'Or al mèrit en les Belles arts als dibuixants Miguel Quesada (2000), Francisco Ibáñez (2001) i Carlos Giménez (2003).
Amb la creació del Premi Nacional del Còmic va augmentar el reconeixement del mitjà i dels seus professionals a Espanya. Per a les obres guardonades, té un efecte multiplicador en les seves vendes.
La mateixa existència d'aquest premi va ser rebutjada, no obstant això, per Vicente Molina Foix, guardonat també en l'edició de 2007, no sense rèpliques a la premsa.